# South Amboy
South Amboy è un comune degli Stati Uniti d'America, nella Contea di Middlesex, nello Stato del New Jersey. Come da censimento del 2010 degli USA, la città conta 8.631 abitanti.